# Anton Nissl

Der Kirchenrechtslehrer Anton Nissl nach einer Aufnahme des Fotografen August Wilcke von 1889

Anton Nissl (* 5. Juni 1852 in Fügen (Tirol); † 4. Januar 1890 in Innsbruck) war ein österreichischer Kirchenrechtler.

## Leben
Nissl studierte Rechtswissenschaft an der Universität Innsbruck, die ihn 1877 zum Dr. iur. promovierte. 1878 in Kaiser-Wilhelms-Universität Straßburg bei Rudolph Sohm, dann in Berlin bei Paul Hinschius und Heinrich Brunner. 1879 habilitierte er sich in Innsbruck für Kirchenrecht. Nach längerem Studienaufenthalt in Italien erhielt er 1881 die Supplentur der Lehrkanzel des Kirchenrechtes mit italienischer Vortragssprache in Innsbruck, wo damals für Hörer aus Welschtirol mehrere juristische Fächer auch in italienischer Sprache gelehrt wurden. Nach Veröffentlichung seines Hauptwerkes Der Gerichtsstand des Klerus im fränkischen Reich wurde Nissl 1887 zum a.o. Professor für Kanonisches Recht und später auch für Deutsches Recht an der Juristischen Fakultät der Universität Innsbruck ernannt. 1888 o. Professor des Kirchenrechtes an der Universität Innsbruck. Er starb im 38. Lebensjahr. Seine Tochter heiratete später Heinrich von Srbik.

## Werke
- Der Gerichtsstand des Klerus im fränkischen Reich, 1886.
- Zur Geschichte des Chlotharischen Edicts von 614. Mitteilungen des Instituts für Österreichische Geschichtsforschung, Ergänzungsband 3, 1890/94.